# Miejsce wiązania anestetyków i alkoholi
Miejsce wiązania anestetyków i alkoholi – specyficzne miejsce zlokalizowane na powierzchni receptorów jonotropowych, z którymi oddziałują wziewne środki znieczulające (np. halotan) oraz alkohole wywołując działanie farmakologiczne. Miejsce to ma zapewne postać małej "kieszeni" utworzonej z reszt aminokwasów hydrofobowych. Endogennymi ligandami tych receptorów są przypuszczalnie pochodne kwasów tłuszczowych.